# 永山時雄
永山 時雄（ながやま ときお 1912年2月11日 - 1999年7月11日）は、神奈川県出身の官僚。旧通商産業省初代大臣官房長。

## 来歴・人物
神奈川県立小田原中学校（現：神奈川県立小田原高等学校）、第一高等学校 (旧制)、1935年東京帝国大学法学部卒業。同年、商工省入省。入省同期に、斎藤正年（特許庁長官）、小出栄一（共石社長、経済企画事務次官）、鹿子木昇（アジア経済研究所所長、大阪通産局長）、小山雄二（中小企業庁長官）、油谷精夫（東京通産局長）など。 
戦後、商工省外局の貿易庁に、時の貿易庁長官に就任した白洲次郎が貿易庁と共に商工省も解体し新制・通商産業省へと改組する構想を松田太郎商工次官が掴み、当初その動向を監視するため、当時商工省物資調整課長であった永山が筆頭課長である貿易課長として送り込まれた。その後、逆に白洲らと歩調を合わせ「通商派」、「外交派」と括られることとなる。
当時の日本経済は、経済安定本部や復興金融金庫による経済引締政策から方向転換し、ジョゼフ・ドッジにより経済の自由化へ舵を取り始めたばかりであった。それら潮流に合わせるように自由経済の下で輸出促進・経済復興を図ろうとした白洲の意を汲んだ永山が初代官房長（1949年5月-）に、新制通産省通商局長のポストを占めていた外務官僚の武内龍次、黄田多喜夫、牛場信彦（これらはのち外務事務次官）らが、通商行政の中心にいた。のち朝鮮特需により日本経済が回復基調に入ることにより、商工省の「統制派」の流れを汲む主流派に主導権が移り、繊維局長（1954年7月-1955年12月）のポストで退官。
退官後の1956年には第4回参議院議員通常選挙の神奈川地方区から自由民主党公認で立候補するが落選。のち1965年シェル石油入社。1968年2月から1984年12月まで昭和石油社長。1979年石油鉱業連盟会長。1985年昭和石油とシェル石油が合併し、昭和シェル石油会長に。大北一夫シェル石油社長が同社長に座った。1986年旧経団連副会長。勲一等瑞宝章（1987年）。ほかに、アギラ・アステカ勲章（墨、1983年）、オレンジナッソー勲章コマンダー章（蘭、1990年）。
子息に永山治中外製薬社長。

## 関連人物
- 矢飼督之